# Carinoma armandi
Carinoma armandi  (лат.) — вид невооружённых немертин из рода Carinoma. Обнаружен на Британских островах в районе Саутпорта и Сент-Эндрюса. Обитает в песке на мелководье, между трубками полихеты Lanice (семейство Terebellidae). Вид назван в честь французского зоолога Жана-Луи-Армана Катрфажа.

## Биологическое описание
Тело длиной до 20 см, нитевидное. Голова спереди округлая, плоская и немного расширенная на кончике. Тело в основном цилиндрической формы, задний конец уплощён. Голова и передняя часть тела беловатая, задняя часть бледно-жёлто-коричневая, а хвост заострённый, полупрозрачный. На голове нет глаз или чувствительных борозд. Внешне этот вид напоминает Tubulanus linearis, но у него отсутствует головной сенсорный орган.